# کوین کورکوران
کوین کورکوران (انگلیسی: Kevin Corcoran; ۱۰ ژوئن ۱۹۴۹ – ۶ اکتبر ۲۰۱۵) بازیگر، کارگردان، صداپیشه اهل ایالات متحده آمریکا بود. وی بین سال‌های ۱۹۵۴ تا ۲۰۰۹ میلادی فعالیت می‌کرد.
از فیلم‌ها یا برنامه‌های تلویزیونی که وی در آن نقش داشته‌است می‌توان به داستان گلن میلر، پولیانا، و آبی اشاره کرد.